# Kimii-dera

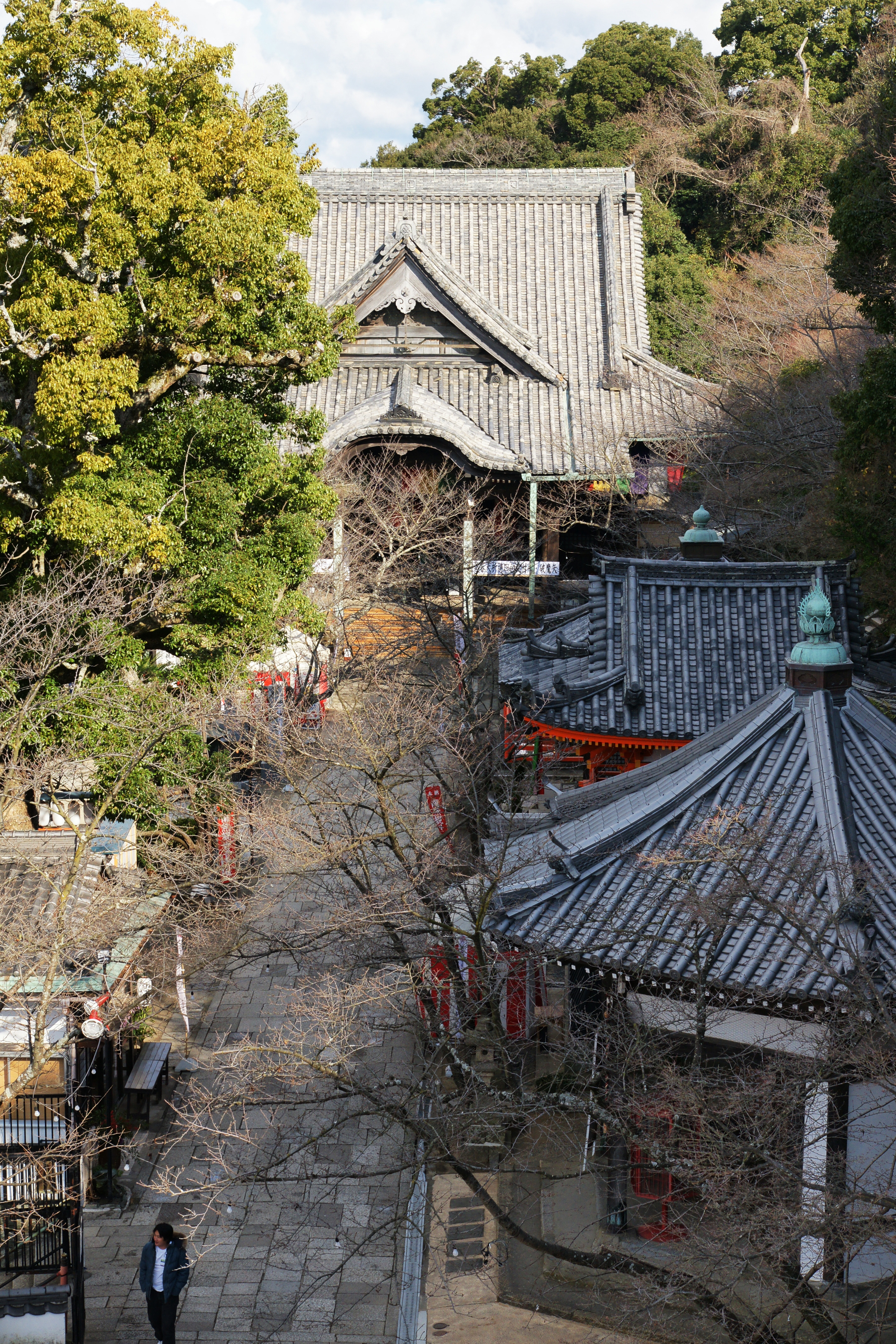
Tempelgelände des Kimii-dera mit Haupthalle im Hintergrund

Der Kimii-dera (japanisch 紀三井寺) ist ein buddhistischer Tempel in der Stadt Wakayama, Präfektur Wakayama in Japan. Sein offizieller Name lautet Kimiisan Gōhōji Gokokuin (jap. 紀三井山金剛宝寺護国院). Das Hauptbildnis des Tempels ist eine Statue der elfköpfigen Kannon und wird alle 50 Jahre gezeigt. Der Kimii-dera ist Zentrum der Glaubensrichtung Guze-Kannon und der zweite Tempel des Saigoku-Pilgerweges (西国三十三箇所, Saigoku sanjūsankasho).

## Überblick
Namensgebend für den Tempel sind die drei Quellen auf den Tempelgelände. Der Tempelüberliefung nach soll der Kimii-dera 770 durch den chinesischen Mönch Iko gegründet worden sein.
Eine Reihe von Tempelgebäuden sind als wichtige nationale Kulturgüter eingestuft, so das Eingangstor Sakura-mon (erbaut 1509), die 1449 errichtete Pagode (Tō) und der Glockenturm aus dem Jahr 1588. Die Haupthalle geht auf das Jahr 1759 zurück. Der Tempel ist berühmt für eine Vielzahl von Kirschbäumen auf dem Tempelgelände, die alljährlich als erste in der Region Kansai blühen.